# Réalité psychique
L'expression réalité psychique ( psychische Realität) a été introduite par Sigmund Freud pour désigner une forme de réalité distincte de la réalité matérielle, reliée à la vie fantasmatique et au désir d'une personne. 

## Définition et histoire de la notion
Pour Freud, la réalité psychique correspond à la réalité des rêves, de l'inconscient, des fantasmes. Le seul lien entre cette réalité psychique et le réel biologique est la pulsion.
Selon Jean Laplanche et J.-B. Pontalis,  la « réalité psychique » ( psychische Realität) est un terme qui revient souvent sous la plume de Freud pour désigner « ce qui, dans le psychisme du sujet, présente une cohérence et une résistance comparables à celles de la réalité matérielle », mais « il s'agit fondamentalement du désir inconscient et des fantasmes connexes » . À la différence cependant d'un « ordre de réalité propre et susceptible d'une investigation scientifique » dans le champ de la psychologie, les auteurs du Vocabulaire de la psychanalyse insistent toutefois sur ce qui, en psychanalyse, prend dans le psychisme du sujet « valeur de réalité ».
Dans l'histoire de la psychanalyse, l'idée et la notion de réalité psychique sont corrélatives de l'abandon en 1897 par Freud (Lettre du 21 septembre 1897 à Wilhelm Fliess) de la théorie de la séduction (ou neurotica),. Freud n'accorde plus dès lors à l' « événement traumatique « réel » — une séduction sexuelle de l'enfant par un adulte — une valeur causale déterminante dans l'étiologie de l'hystérie et plus généralement des névroses ». La réalité psychique des fantasmes et de la sexualité infantile se trouve mise en évidence, et s'avère même plus importante que les événements réels. Freud élabore à partir de là une conception de l'appareil psychique « fondée sur le primat de l'inconscient ».
Selon Élisabeth Roudinesco et Michel Plon, la notion freudienne de réalité psychique a donné lieu à plusieurs interprétations ultérieures, dont celles de Melanie Klein et de Jacques Lacan qui ont mené à l'approche clinique des psychoses et de la relation d'objet: dans ces domaines, la réalité psychique voit son importance accentuée « au détriment de la réalité matérielle ».